# (13808) Davewilliams
(13808) Davewilliams est un astéroïde de la ceinture principale.

## Description
(13808) Davewilliams est un astéroïde de la ceinture principale. Il fut découvert le 11 décembre 1998 à Kitt Peak par le projet Spacewatch. Il présente une orbite caractérisée par un demi-grand axe de 3,19 UA, une excentricité de 0,09 et une inclinaison de 14,6° par rapport à l'écliptique.

## Compléments